# Monga
Mónga je priprava za ožemanje ali likanje, ki sestoji iz dveh valjev in močnega okvira. Valja poganjamo ročno, pri manjših napravah, ali pa ju poganja motor. Valja večinoma nista ogrevana, likamo na hladno. Posebno primerno je monganje za velike ravne kose blaga: rjuhe, prte. Spretnejši pa z mongo zlikajo tudi oblačila. Podoben postopek kot mónganje je v industrijskih dimenzijah glajenje s kalandrom, kalandriranje, ki se uporablja pri izdelavi tkanin in papirja. 
Mongo so kot pripomoček pri pranju in likanju izumili v 18. stoletju. Izraz je nastal iz korena mangle, ki v več zahodnoevropskih jezikih pomeni drobiti, cefrati, razobličiti. Monga je za nepazljive upravljavce nevarna!
Prvotni mehanski pralni stroji so bile pokončne valjaste posode, na vrhu obvezno opremljene z mongo. 